# Championnat du monde de Supersport 2003
Le Championnat du monde de Supersport 2003 est la 5e édition du Championnat du monde de Supersport.

La saison a débuté le 2 mars et s'est terminée le 19 octobre après 11 manches.
Chris Vermeulen a remporté le titre pilote et Honda le titre constructeur.

## Système de points
| Position | 1  | 2  | 3  | 4  | 5  | 6  | 7 | 8 | 9 | 10 | 11 | 12 | 13 | 14 | 15 |
| Points   | 25 | 20 | 16 | 13 | 11 | 10 | 9 | 8 | 7 | 6  | 5  | 4  | 3  | 2  | 1  |

## Calendrier
| Num | Date         | Pays        | Circuit        | Vainqueur         |
| --- | ------------ | ----------- | -------------- | ----------------- |
| 1   | 2 mars       | ESP         | Valencia       | Katsuaki Fujiwara |
| 2   | 30 mars      | AUS         | Phillip Island | Chris Vermeulen   |
| 3   | 27 avril     | JPN         | Sugo           | Christian Kellner |
| 4   | 18 mai       | ITA         | Monza          | Chris Vermeulen   |
| 5   | 1er juin     | GER         | Oschersleben   | Chris Vermeulen   |
| 6   | 15 juin      | UK          | Silverstone    | Chris Vermeulen   |
| 7   | 22 juin      | Saint-Marin | Misano         | Fabien Foret      |
| 8   | 27 juillet   | EUR         | Brands Hatch   | Stéphane Chambon  |
| 9   | 7 septembre  | NED         | Assen          | Karl Muggeridge   |
| 10  | 28 septembre | ITA         | Imola          | Karl Muggeridge   |
| 11  | 19 octobre   | FRA         | Magny-Cours    | Karl Muggeridge   |

## Classements

### Pilotes
| Pos | Pilote                   | Constructeur    | Équipes                  | Pts |
| --- | ------------------------ | --------------- | ------------------------ | --- |
| 1   | Chris Vermeulen          | Honda CBR600RR  | Ten Kate Honda           | 201 |
| 2   | Stéphane Chambon         | Suzuki GSX-R600 | Alstare Suzuki           | 137 |
| 3   | Jurgen van den Goorbergh | Yamaha YZF-R6   | Yamaha Belgarda          | 136 |
| 4   | Karl Muggeridge          | Honda CBR600RR  | Ten Kate Honda           | 134 |
| 5   | Katsuaki Fujiwara        | Suzuki GSX-R600 | Alstare Suzuki           | 119 |
| 6   | Christian Kellner        | Yamaha YZF-R6   | Yamaha Motor Deutschland | 90  |
| 7   | Sébastien Charpentier    | Honda CBR600RR  | Team Klaffi Honda        | 72  |
| 8   | Alessio Corradi          | Yamaha YZF-R6   | Italia Spadaro F.R.      | 68  |
| 9   | Fabien Foret             | Kawasaki ZX-6RR | Kawasaki R.T. KRT        | 64  |
| 10  | Jörg Teuchert            | Yamaha YZF-R6   | Yamaha Motor Deutschland | 60  |
| 11  | Pere Riba                | Kawasaki ZX-6RR | Kawasaki R.T. KRT        | 59  |
| 12  | Christophe Cogan         | Yamaha YZF-R6   | Yamaha France - Ipone    | 51  |
| 13  | Broc Parkes              | Honda CBR600RR  | Ten Kate Honda           | 47  |
| 14  | Iain MacPherson          | Honda CBR600RR  | Van Zon Honda T.K.R.     | 31  |
|     | Gianluca Nannelli        | Yamaha YZF-R6   | Lorenzini by Leoni       | 31  |
|     | Matthieu Lagrive         | Yamaha YZF-R6   | Yamaha France - Ipone    | 31  |
| 17  | Simone Sanna             | Yamaha YZF-R6   | Yamaha Belgarda          | 29  |
| 18  | Werner Daemen            | Honda CBR600RR  | Van Zon Honda T.K.R.     | 26  |
| 19  | Robert Ulm               | Honda CBR600RR  | Team Klaffi Honda        | 26  |
| 20  | Tekkyu Kayo              | Yamaha YZF-R6   | Yamaha Belgarda          | 22  |
| 21  | Ryuichi Kiyonari         | Honda CBR600RR  | Dark Dog Honda BKM       | 20  |
| 22  | Thierry van den Bosch    | Yamaha YZF-R6   | Yamaha France - Ipone    | 13  |
| 23  | Kevin Curtain            | Yamaha YZF-R6   | Nikon Yamaha Racing      | 11  |
|     | Barry Veneman            | Honda CBR600RR  | Esha Kobutex Honda       | 11  |
| 25  | Dean Thomas              | Honda CBR600RR  | Vitrans Honda TKR        | 9   |
| 26  | Antonio Carlacci         | Yamaha YZF-R6   | Start Team               | 7   |
| 27  | Stefano Cruciani         | Kawasaki ZX-6RR | Kawasaki Bertocchi       | 6   |
| 28  | Michael Schulten         | Honda CBR600RR  | Alpha Technik-Honda      | 5   |
| 29  | Julien Da Costa          | Kawasaki ZX-6RR | ART                      | 4   |
|     | Michael Laverty          | Honda CBR600RR  | Vitrans Honda TKR        | 4   |
|     | Alessandro Polita        | Yamaha YZF-R6   | Italia Spadaro F.R.      | 4   |
|     | Tom Sykes                | Yamaha YZF-R6   | Northpoint               | 4   |
|     | Takeshi Tsujimura        | Honda CBR600RR  | Technical Sports Racing  | 4   |
| 34  | Jan Hansson              | Honda CBR600RR  | Esha Kobutex Honda       | 2   |
| 35  | Ivan Goi                 | Yamaha YZF-R6   | Team Tienne              | 1   |
|     | Ludovic Holon            | Yamaha YZF-R6   | Yamaha Racing France     | 1   |

### Constructeurs
| Pos | Constructeur | Pts |
| --- | ------------ | --- |
| 1   | Honda        | 247 |
| 2   | Suzuki       | 187 |
| 3   | Yamaha       | 182 |
| 4   | Kawasaki     | 106 |